# Engine-indicating and crew-alerting system

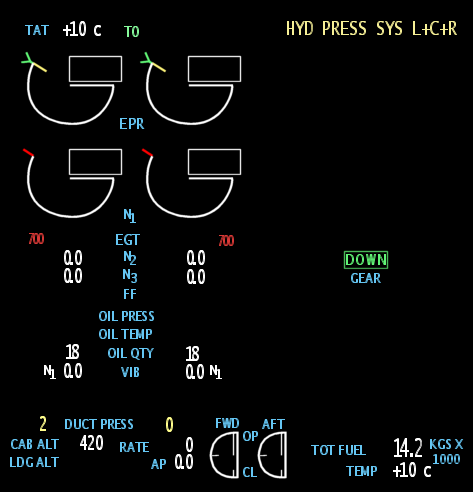
Voorbeeld van een EICAS-presentatie, links de instrumenten van de twee motoren, rechtsboven een actuele storing: hydraulic pressure (low) in systeem left, centre en right

Het engine-indicating and crew-alerting system (EICAS) is een belangrijk systeem in de flightdeck van moderne verkeersvliegtuigen.
EICAS voorziet de piloten van een grote hoeveelheid informatie over de status van de motoren en overige systemen en waarschuwt de piloten actief wanneer een onderdeel of een systeem in het vliegtuig niet juist werkt. EICAS heeft de taken overgenomen van de vroegere boordwerktuigkundige (bwk).

## Motorinformatie
EICAS presenteert de motorinformatie van het vliegtuig op één of twee schermen in de cockpit (crt of lcd). De waarden die worden weergegeven zijn meestal toerentallen, temperaturen, oliedruk en -temperatuur en brandstofverbruik.

## Overige systemen
Vaak kan EICAS ook informatie presenteren van andere systemen, zoals:
- elektrisch systeem (bijv. weergave van ingeschakelde generatoren en/of gelijkrichters)
- landingsgestel (druk in de banden, remtemperaturen)
- brandstofsysteem (hoeveelheid brandstof per tank, brandstoftemperatuur, welke brandstofpompen aan/uit staan)
- hydraulisch systeem (hoeveelheid druk, pompen aan/uit)
- pneumatisch systeem

## Waarschuwingssysteem
Het waarschuwingssysteem waarschuwt de piloot als het EICAS ergens in een van de systemen een onregelmatigheid of een vreemde instelling ontdekt. De fout wordt weergegeven op het scherm, waarna de piloten eventueel corrigerende acties kunnen ondernemen. Waarschuwingen van verschillende importantie verschillen van kleur (rood, geel, wit) en worden al dan niet vergezeld door verschillende waarschuwingstonen.

## ECAM
ECAM is het volg- en waarschuwingssysteem van Airbus. ECAM staat voor electronic centralised aircraft monitor en heeft nagenoeg dezelfde functies en uiterlijkheden als EICAS, dat door Boeing is bedacht.